# Манастирица (Призрен)
Манастирица (алб. Manastiricë) је насељено место у општини Призрен на Косову и Метохији. Према попису становништва из 2011. у насељу је живело 1.107 становника.

## Положај
Налази се на самој граници са Северном Македонијом, на северним ободима Шар планине и надморској висини око 1000 m. Данашња Манастирица је модерно насеље распрострањено на брежуљцима и обалама обе стране Бистрице, која га дели на два, готово подједнака дела. Високи прираштај становништва и недостатак простора погодног за изградњу нових кућа, условио је да Манастирица прерасте у насеље типичног збијеног типа.

## Становништво
Према попису из 2011. године, Манастирица има следећи етнички састав становништва:
| Националност | 2011.          |
| Бошњаци      | 1.106 (99,90%) |
| недоступно   | 1 (0,10%)      |
| Укупно       | 1.107          |

| Демографија | Демографија | Демографија |
| Година      | Становника  | Становника  |
| ----------- | ----------- | ----------- |
| 1948.       | 584         |             |
| 1953.       | 632         |             |
| 1961.       | 692         |             |
| 1971.       | 1.070       |             |
| 1981.       | 1.410       |             |
| 1991.       | 1.698       |             |
| 2011.       | 1.107       |             |

### Презимена
Фамилије у селу носе презимена Куљићи, Бангоји, Бајшини, Башини, Банови, Бановци, Бахшани, Горани, Дурмиши, Зејери, Кусини, Караџи, Калајџини, Терзини, Ђикези, Хасанагић, Вебић, Авзич и Гашини.